# Ígor Volk
Ígor Petróvich Volk (en ruso: Игорь Петрович Волк; Zmíyiv, Járkov (Unión Soviética), 12 de abril de 1937 - Moscú, Federación Rusa, 3 de enero de 2017) fue un cosmonauta y piloto de pruebas ruso, que desarrolló gran parte de su carrera durante la Unión Soviética. Estaba casado y tenía dos hijos.

## Militar y piloto de prueba
Ígor Volk se convirtió en un piloto de bombardero de la Fuerza Aérea Soviética antes de unirse al Instituto de Aviación de Moscú en 1962. Durante este tiempo, se convirtió en piloto de pruebas para la oficina de diseño de aeronaves de Mikoyán, donde piloteó la versión soviética de los aviones estadounidenses X-20. Tuvo más de 7000 horas de vuelo registradas en más de 80 tipos diferentes de aeronaves.

## Programa espacial

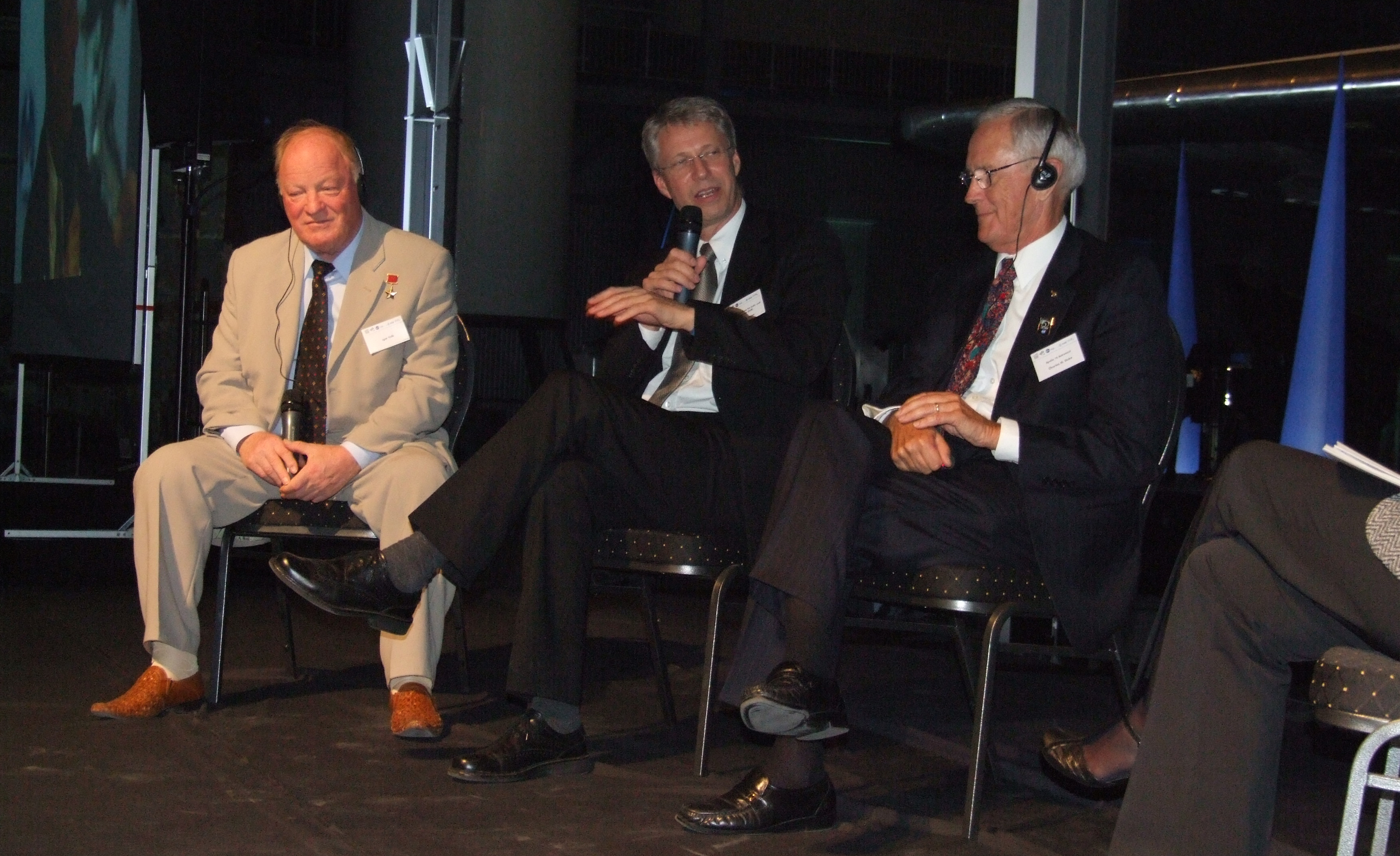
Igor Petrovich Volk (piloto de pruebas del OK-GLI), Thomas Reiter y Charlie Duke en la inauguración de la sala espacial del Museo Técnico de Speyer, Alemania, 2 de octubre de 2008.

Ígor Volk fue seleccionado como cosmonauta el 30 de julio de 1980. Voló como cosmonauta de investigación de la Soyuz T-12, la séptima expedición de la Saliut 7. Uno de los objetivos de la misión era poner a prueba los efectos de la larga duración de los vuelos espaciales en el vuelo de regreso de Volk, como precursor del piloteo del transbordador Burán. Sirvió como el jefe del programa de formación de cosmonautas para el programa Burán, y desde la cancelación de éste, como adjunto de pruebas de vuelo en el Instituto de Investigación de Vuelo Grómov en 1995, antes de retirarse en 1996.
Anteriormente se desempeñó como presidente del Club Aéreo Nacional de Rusia y vicepresidente de la Federación Aeronáutica Internacional. Como reconocimiento a sus contribuciones como piloto de pruebas y cosmonauta fue galardonado como Héroe de la Unión Soviética el 29 de julio de 1984.

## Otros logros
Volk es también un inventor y hasta su muerte estaba planificando un nuevo prototipo de automóvil volador de cuatro personas, llamado Lark-4, que despega y aterriza a 45 km/h (28 mph) utilizando una pista de aterrizaje de 27 metros (89 pies). Consume 11 litros (3 galones) de combustible para cada 100 kilómetros (62,1 mi), viajando a alrededor de 637 km/h (396 mph).[cita requerida]

## Honores y premios
- Título de Héroe de la Unión Soviética
- Título de Piloto cosmonauta de la Unión Soviética
- Título de Piloto de pruebas honorífico de la URSS
- Orden al Mérito por la Patria 4.ª clase
- Orden de Lenin (URSS)
- Orden de la Bandera Roja del Trabajo (URSS)
- Orden de la Amistad de los Pueblos (URSS)
- Medalla por los Méritos en la Exploración del Espacio (Rusia)